# Westerwolder Aa
Die Westerwolder Aa, auch in deutschen Karten zumeist mit dem niederländischen Namen Westerwoldsche Aa eingetragen, ist ein Grenzfluss zwischen Deutschland und den Niederlanden.
Die Westerwoldsche Aa entsteht bei Wessinghuizen (Gemeinde Stadskanaal) aus der Vereinigung der Mussel Aa und der deutlich größeren Ruiten Aa, die mithin als ihr hydrologischer Oberlauf anzusehen ist.

## Flusslauf

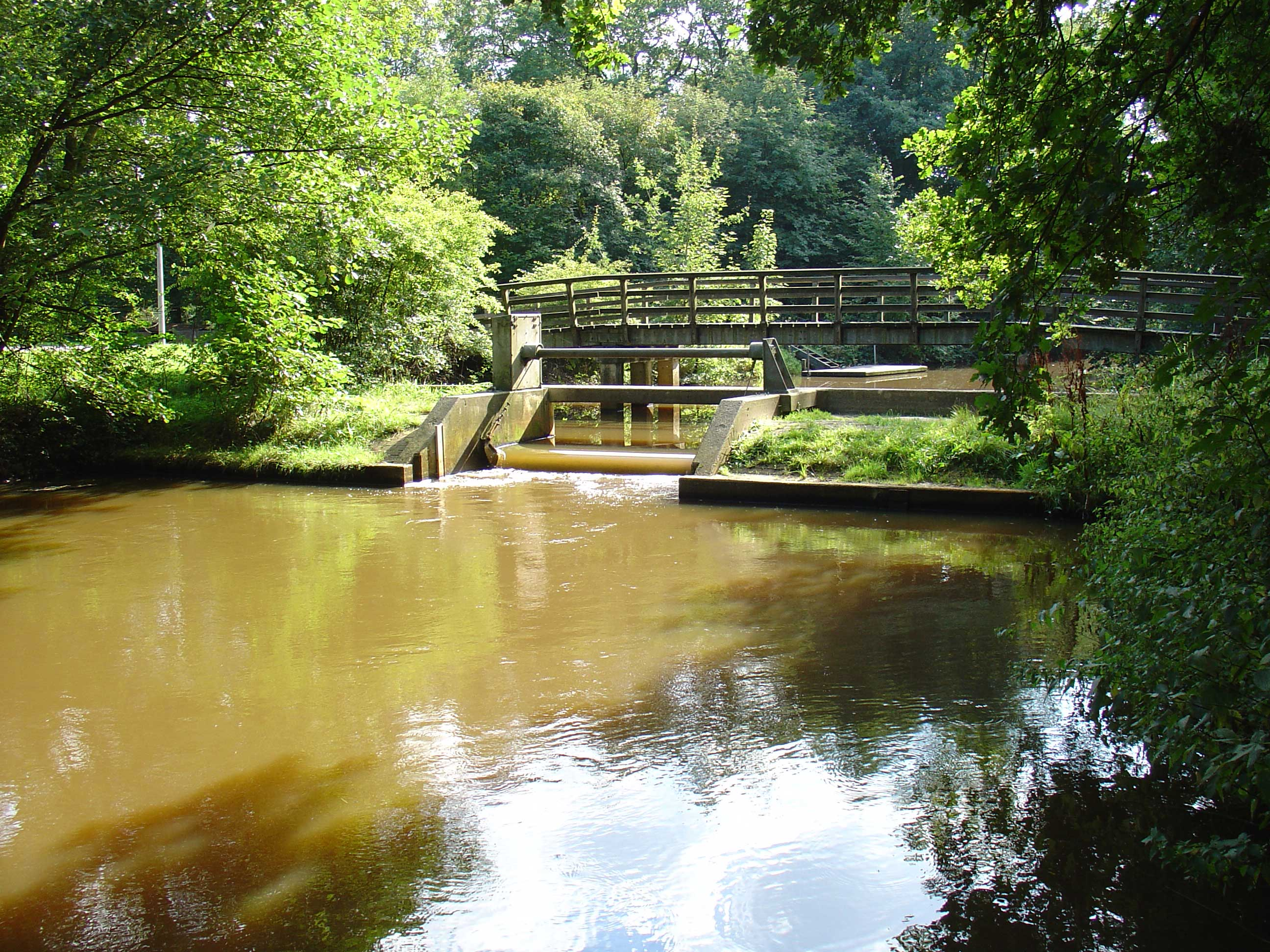
Ruiten Aa bei Sellingen

Der Lauf der Ruiten Aa beginnt heutzutage am östlichen Ortsrand von Ter Apel in der Gemeinde Vlagtwedde. Leicht geschlängelt fließt sie nordwärts. Das Dorf Sellingen, ebenfalls zu Vlagtwedde gehörig, liegt zwischen ihr und dem östlich parallel angelegten Ruiten-Aa-Kanaal. 10 km weiter nördlich fließt sie zwischen dem Kernort Vlagtwedde und dem westlich gelegenen Onstwedde hindurch. Hier überquert der Mussel-Aa-Kanaal sie auf der Haverlandse Brug. Keine zwei Flusskilometer weiter mündet von links die Mussel Aa. Von diesem Zusammenfluss an heißt der Fluss Westerwoldsche Aa.
Sie fließt nun in der Gemeinde Bellingwedde erst durch Wedde und dann östlich an Blijham vorbei. Dort verbindet das Veendiep sie mit dem 6 km östlich verlaufenden Verenigt Kanaal (B. I. Tijdenskanaal). Ab dessen Mündung ist sie schiffbar und stark begradigt. Bei Oudeschans mündet aus Südwesten die schiffbare Pekel Aa, die bei Oude Pekela aus dem Pekelerhoofddiep entsteht und am östlichen Stadtrand von Winschoten vorbeifließt. Von dort an setzt die Westerwoldsche Aa deren Richtung bis nach Bad Nieuweschans fort. Von dort bis zu ihrer Mündung in den Dollart bildet sie die Grenze zwischen Deutschland und den Niederlanden.
Ihr Mündungspriel durch den Dollart wird Buiten-Aa (Außen-Aa) oder Schanskerdiep genannt und fließt 2½ km entlang des niederländischen Ufers westwärts, bevor es sich nach Norden in Richtung Groote Gat wendet, das auch zum Flusslauf gerechnet werden kann.
|  |

|  |

|  |

|  |

|  |

## Informationsquellen
- ANWB/VVV Topografische Kaart Nr. 4 (Groningen oost) und Nr. 7 (Drenthe oost)